# 賴惠員
賴惠員（1961年6月5日—），中華民國政治人物，民主進步黨籍，現任臺南市第一選舉區立法委員，曾任第一、二屆臺南市議會議員。
2018年九合一選舉，賴惠員尋求連任市議員失利，遂轉戰爭取2020年立法委員選舉民進黨提名；2019年5月1日於黨內初選勝出，取代時任立委葉宜津參選並當選。

## 生平
賴惠員出生於嘉義縣嘉義市，曾擔任前臺南縣縣長陳唐山夫人的秘書。2010年，首次參選縣市合併後的臺南市第二選舉區（新營區、柳營區、鹽水區）市議員即以最高票當選，並於2014年九合一大選成功連任。2018年，挑戰三連霸市議員失利後，獲臺南市市長當選人黃偉哲邀請出任臺南市政府民治市政中心市長辦公室主任。
其後，賴惠員即開始進行角逐臺南市立委第一選區黨內提名，面對同為挑戰者的前臺南市副市長顏純左、現任立法委員葉宜津、前行政院農委會副主委李退之三人夾殺，最終初選民調以30.65%勝過其他三人順利出線。
2023年4月26日在民主進步黨第11屆臺南市第一選舉區立法委員初選中，賴惠員以43.02%成績打敗前臺南市政府觀光旅遊局局長郭貞慧37.98%，獲得2024年中華民國立法委員選舉民主進步黨提名權。

## 立法委員初選
| 排名 | 候選人     | 民調成績 | 備註           | 出線標記 |
| ---- | ---------- | -------- | -------------- | -------- |
| 1    | 賴惠員     | 30.65%   | 前臺南市議員   |          |
| 2    | 顏純左     | 23.25%   | 前臺南市副市長 |          |
| 3    | 葉宜津     | 22.40%   | 時任立法委員   |          |
| 4    | 李退之     | 7.84%    | 前農委會副主委 |          |
|      | 無明確人選 | 15.85%   |                |          |

| 排名 | 候選人     | 民調成績 | 備註                       | 出線標記 |
| ---- | ---------- | -------- | -------------------------- | -------- |
| 1    | 賴惠員     | 43.02%   | 立法委員                   |          |
| 2    | 郭貞慧     | 37.98%   | 前臺南市政府觀光旅遊局局長 |          |
|      | 無明確人選 | 19.00%   |                            |          |

## 第十屆立委任內

### 內政主張
提出「產業」、「交通」跟「社會福利與醫療」三種解決方案，其中包括「農漁牧業冷鏈暨運銷中心」、「智慧農業」、「完善大眾交通運輸網」、「公車黃9線與16-1線比照高鐵接駁車免費」、「爭取成大醫院設立溪北分院」、「設立社區照顧核心化設施」、「老農年金升至8,000元」以及「65歲以上免繳健保」。

### 對國際關係的研判
中共中央總書記習近平在2019年初正式提出「一國兩制台灣方案」，而且中共對台態度日趨強硬，賴惠員開始關注國際政治以及台灣在地緣戰略的重要程度，並且對中國發出譴責。有鑑於中國對香港、西藏、新疆地區持續施以高壓統治，侵害人權的劣跡斑斑可考，賴惠員亦多次在媒體上聲援受壓迫的族群。

### 《醫師法》修法
2022年5月30日，立法院完成《醫師法部分條文修正草案》之二讀，在民進黨團提議下完成三讀，七項附帶決議亦一併通過，其中備受爭議的「七項附帶決議」，被台灣牙醫界撻伐，批評立法委員挾偏鄉、長照資源缺乏醫療緊迫為由，無視台灣醫事人員培訓制度，意圖為非台灣體系出身的外國醫科生大開方便之門，並衝擊台灣已趨於飽和的牙醫師從業市場，其中由民進黨黨團提出「五項附帶決議」（其餘兩項由政黨協商提出），賴惠員、邱泰源兩位委員以「提案人」、「簽署人」身份，全數有涉，其他參與簽署委員包括民進黨籍吳玉琴、陳瑩、劉建國、莊競程、柯建銘，國民黨籍曾銘宗，民眾黨籍蔡壁如。

## 第十一屆立委任內

### 內政主張
主張全台農水路須加緊完善建設、八掌溪沿岸堤坊工程必須跨部會、跨領域協調，以捍衛溪北鄉親不受淹水之苦；
賴惠員主張全國國中小學生營養午餐採用國產鮮乳，支持台灣國產酪農業；2024年七月凱米颱風侵襲台灣期間，賴惠員主張台南市政府應協調國軍等單位入駐溪北，協助禽畜產業與地方鄉親復原

## 爭議事件

### 抹紅言論被控誹謗
2019年3月，賴惠員在政論節目上影射時下參加競選台南市立委補選的無黨籍候選人陳筱諭是中共在操盤，引來陳筱諭不滿，並向台南地檢署提告；官司經過3年審理，原一審判期4個月徒刑並褫奪公權1年，賴惠員不服上訴後，在二審宣判前，了解到自己造成陳筱諭及其家人傷害，向陳筱諭認錯並和解，請求無罪判決。後二審改判無罪。

### 波波醫爭議
2022年5月30日，立法院三讀通過《醫師法》4-1修正案，明定持國外醫學學歷報考國內醫師考試者的學歷甄試要件及實習規定。然而，之前黨團協商時，包括：吳玉琴、劉建國、邱泰源、賴惠員、陳瑩、莊競程、柯建銘、曾銘宗、蔡璧如等多位立委提案夾帶的7項「附帶決議」也一併通過。
逐一審視7項「附帶決議」，全是有利於國外學歷畢業生。第1條是為國外學歷的學生安排臨床實習，第2、3條是替國外學歷不符合採認原則的學生解套，第4條將1、2條的內容再講一次，並附上3個月的時間限制，第5條要求臨床實習時數跟國內學生一致，第6條「落日條款」保障今年底取得國外入學許可就可以享受免學歷甄試內容，第7條等候實習分發時間過長，要求行政機關4年內解決。事後賴惠員被揭露二女兒正在波蘭讀牙醫系，被質疑在立法過程中未遵守利益迴避原則。
2023年4月4日，賴惠員在臉書聲援「波波牙醫」，還拿出白色恐怖時期「海外黑名單」與外國學歷牙醫系學生作為類比，遭到本土醫學院學生與醫師痛斥批評。先前揭露賴惠員三女兒在波蘭讀牙醫系的民進黨籍立委擬參選人郭貞慧（前台南市觀旅局長），表示譴責賴惠員沒有民主意識和台灣本土概念，完全對不起白色恐怖的受難者及其家屬，以及海外流亡的黑名單民主前輩。

### 論文抄襲
2023年5月，國民黨台北市議員徐巧芯等人指控賴惠員於中正大學政治所碩士論文涉嫌抄襲同校高生的學位論文；同年8月，新黨立委候選人游智彬指控賴惠員碩士論文不僅抄襲同校高生學位論文，也抄襲東海大學劉生的碩士論文。同年9月，中正大學認定論文引注有瑕疵，要求賴惠員於限期內修改補正。

## 選舉紀錄
| 年度 | 選舉屆數             | 選舉區           | 所屬政黨   | 得票數 | 得票率 | 當選標記 | 備註 |
| ---- | -------------------- | ---------------- | ---------- | ------ | ------ | -------- | ---- |
| 2010 | 第一屆臺南市議員選舉 | 臺南市第二選舉區 | 民主進步黨 | 11,947 | 16.82% |          |      |
| 2014 | 第二屆臺南市議員選舉 | 臺南市第二選舉區 | 民主進步黨 | 12,647 | 18.97% |          |      |
| 2018 | 第三屆臺南市議員選舉 | 臺南市第一選舉區 | 民主進步黨 | 11,821 | 11.27% |          |      |
| 2020 | 第十屆立法委員選舉   | 臺南市第一選舉區 | 民主進步黨 | 99,344 | 55.64% |          |      |
| 2024 | 第十一屆立法委員選舉 | 臺南市第一選舉區 | 民主進步黨 | 96,662 | 60.26% |          |      |

## 外部連結
- 賴惠員的Facebook專頁 （页面存档备份，存于）
- 臺南市議會議員資訊網—賴惠員 （页面存档备份，存于）